# Podrzecze (województwo małopolskie)
Podrzecze (dawniej Podrzycze; niem. Podritz lub Unterba(c)h) – wieś w Polsce położona w województwie małopolskim, w powiecie nowosądeckim, w gminie Podegrodzie.

## Położenie
Miejscowość położona jest w dolinie Dunajca na skraju Kotliny Sądeckiej na wysokości 300 m n.p.m. Graniczy z: Brzezną, Chochorowicami, Swiniarskiem, Nowym Sączem i Starym Sączem. Zajmuje 2,54 km² (3,9% powierzchni gminy)).

## Toponimika nazwy
Najstarsza pisana forma Podrece nazwy pochodzi z 1280. Jan Długosz w "Liber beneficiorum dioecesis Cracoviensis" podaje nazwę: Podrzecze. Indeks miejscowości galicyjskich z końca XVIII w. przywołuje dwie nazwy: polską (zgodną z gwarą podegrodzką) – Podrzycze i niemiecką (świadczącą o niemieckim osadnictwie) – Podritz Colonia. Z czasów kolonizacji pochodzi jeszcze druga nazwa: Unterbah, właściwie Unterbach, od unter (pod) i Bach (potok, strumień), czyli obszar położony nad rzeką.

## Historia
Pierwsza wzmianka o wsi znajduje się w akcie lokacyjnym klasztoru starosądeckiego, wydanego przez św. Kingę 6 lipca 1280.
W XIV w. i XV w. oprócz własności klasztornej, istniała też własność rycerska. Wieś duchowna, własność klasztoru klarysek w Starym Sączu, położona była w drugiej połowie XVI wieku w powiecie sądeckim województwa krakowskiego.
W XVII w. we wsi istniał folwark z młynem i karczmą należącą do klasztoru.
W XVIII w. cesarz Józef II przeprowadził akcję kolonizacyjną, w wyniku której osiedliło się tu kilka rodzin niemieckich.
W latach 1975–1998 miejscowość położona była w województwie nowosądeckim.
Wierni Kościoła rzymskokatolickiego należą do parafii w Świniarsku. We wsi znajduje się jedyna w gminie Podegrodzie oczyszczalnia ścieków.

## Demografia
Ludność według spisów powszechnych w 2009 według PESEL.

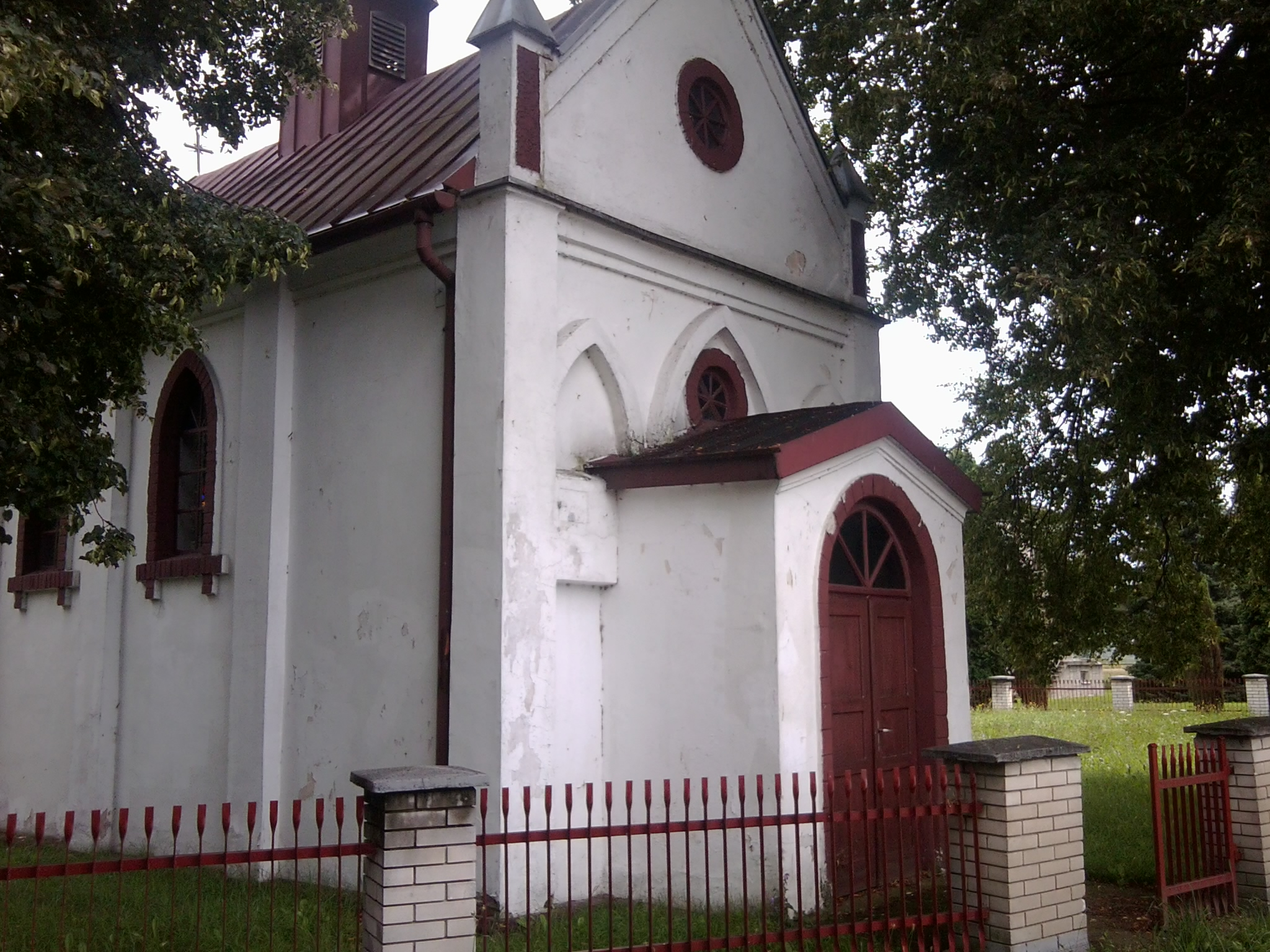
Kaplica św. Franciszka z Asyżu

| Rok    | 1900 | 1921 | 1931 | 2002 |
| Liczba | 66   | 73   | 80   | 110  |

| Zwierzęta | Konie | Bydło | Owce | Świnie |
| Liczba    | 17    | 157   | –    | 46     |

## Urodzeni w Podrzeczu
- Jakob Gerhardt (1889–1966) – pastor luterański;

## Zabytki
- Kaplica św. Franciszka z Asyżu – kaplica mszalna, o cechach neogotyckich, wzniesiona w latach 1926–1927. Zbudowana z cegły, otynkowana, kryta blachą, zamknięta półkoliście. Na dachu czworoboczna wieżyczka z niską iglicą. Ołtarz barokowy, z obrotowym tabernakulum (z XIX w.). W retabulum obraz św. Franciszka z Asyżu. Wewnątrz znajduje się wiele rzeźb np.: Matki Boskiej z Dzieciątkiem, św. Józefa z Dzieciątkiem, św. Antoniego.

## Edukacja
We wsi znajduje się Koło Gospodyń Wiejskich, które wraz z OSP aktywnie działa i angażuje się w różne wydarzenia oraz życie wsi. W Podrzeczu działa też Młodzieżowa Drużyna Pożarnicza (MDP), która pod przewodnictwem druhów ze Straży zachęca młodych do angażowania się w działanie OSP.
We wsi znajduje się filia Gminnego Ośrodka Kultury w Podegrodziu.  

## OSP Podrzecze

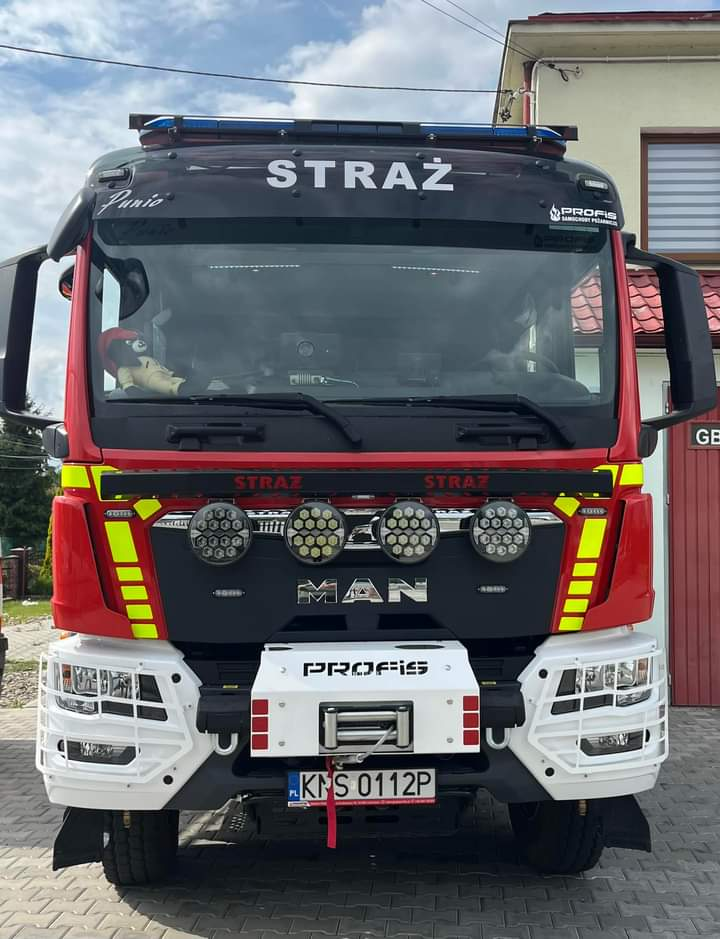
Samochód pożarniczy Man GBARt OSP Podrzecze

Jednostka OSP Podrzecze została założona w 1947 roku z inicjatywy Tomasza Łatki, Józefa Luberdy, Leopolda Pietrzaka, Jakuba Głuca, Stanisława Platy, Józefa Ruchały i Władysława Pędzicha. Początkowo straż jej siedziba znajdowala się w dawnej pożydowskiej karczmie. W 1956 przydzielono jej samochód bojowy Star-25 GM., a w 1961 pozyskano drugi samochód Star-25 GBAM, który był już wyposażony w beczkę z wodą. W latach 1965–1972 wybudowano nową remizę. W 1998 roku wymagała ona generalnego remontu. W 2007 roku OSP otrzymała Stara-266, który następnie w 2023 został sprzedany. Natomiast w październiku 2022 został zakupiony samochód MAN GBARt, który usprawnił działania jednostki na terenie gminy i powiatu. Ze względu na zwiększającą się liczbę interwencji straży w wymagającym terenie w 2024 roku z inicjatywy prezesa został pozyskany pojazd typu Quad oraz przyczepa transportowo-ratownicza.
Na wyposażeniu jednostki znajdują się: dwa samochody MAN GBARt i Fiat GLM oraz przyczepa z namiotem ratowniczym. Posiadają również motopompę M8/8, radiotelefony, piłę do betonu, piłę łańcuchowa, aparaty tlenowe, zestawy do sztucznego oddychania, defibrylator AED, torbę ratowniczą R1, agregaty, środek pianotwórczy, zbiornik oraz inne podstawowe sprzęty ratownicze i gaśnicze.